# Mantua
Mantua (wł. Mantova, w lokalnym dialekcie emilijskim Mantua) – miasto i gmina we Włoszech, w regionie Lombardia, w prowincji Mantua. Według danych na rok 2004 gminę zamieszkiwały 46 372 osoby, 736,1 os./km². Miasto położone jest między trzema sztucznymi jeziorami: Lago Superiore, Lago di Mezzo i Lago Inferiore, przez które przepływa rzeka Mincio. Czwarte jezioro, położone na południe od miasta Lago Pajolo, wyschło pod koniec XVIII w. Mantua przez wiele wieków stanowiła ośrodek niezależnego margrabstwa (a następnie księstwa) rządzonego przez ród Gonzagów.
Mantuę, jako miejsce drugoplanowe akcji wybrał William Szekspir w dramacie „Romeo i Julia”. Mantua jest także miejscem akcji opery „Rigoletto”, Giuseppe Verdiego.
Mantua pojawia się też dwukrotnie na kartach powieści Stefana Żeromskiego „Popioły”. Po raz pierwszy przy końcu tomu 1., gdy autor opisuje przeżycia księcia Gintułta, przebywającego wiosną 1799 r. w mieście oblężonym przez wojska austriackie feldmarszałka Pála Kraya, a po raz drugi w 2. tomie, gdy wędrujący spod Austerlitz inwalida, Sariusz Ojrzyński, wspomina rok 1801, kiedy po zawarciu pokoju w Lunéville to Austriacy opuszczali miasto.
Mantua nosiła tytuł „Stolicy kultury włoskiej 2016”.

## Historia

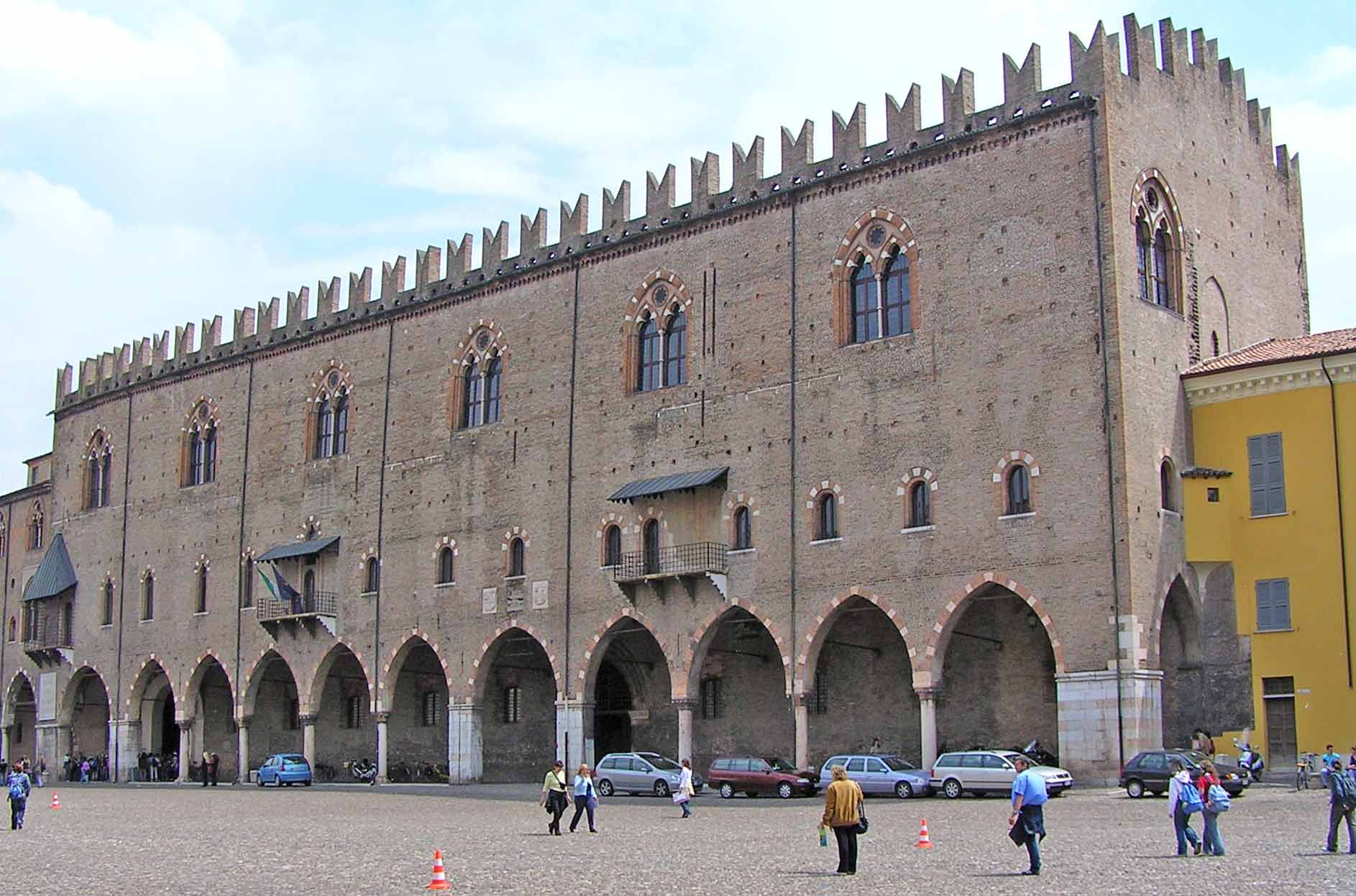
Palazzo ducale

Pierwsze ślady osadnictwa pochodzą z 2000 r. p.n.e. W VI w. p.n.e. powstała osada etruska. Według tradycji etruskiej Mantua została założona przez Ocnusa. Nazwa miasta miała pochodzić od imienia boga świata podziemnego Mantusa. Miasto zostało zdobyte przez celtyckie (galijskie) plemię Cenomanów, a następnie między I i II wojną punicką przez Rzym. W 70 r. p.n.e. w miejscowości Andes (obecnie Virgilio) pod Mantuą urodził się Wergiliusz. W późniejszym okresie miasto zostało zasiedlone przez weteranów Oktawiana Augusta. Po upadku cesarstwa zachodniorzymskiego Mantuą władali Odoaker, Ostrogoci, Bizancjum (Egzarchat Rawenny), Longobardowie i Frankowie.
W 593 zdobyta przez Agilulfa, króla Longobardów. W 774 Longobardowie zostali pobici przez Karola Wielkiego, a Mantua weszła w skład państwa Franków.
W I połowie XI w. Mantuą rządził komes, a później markiz Bonifacy III z Toskanii, który tu umiejscowił swą stolicę. Po jego śmierci władzę przejęła jego najmłodsza córka Matylda toskańska, która według podania ufundowała kościół Rotonda di San Lorenzo (1082). Po śmierci Matyldy w 1115 Mantua stała się wolną komuną. W 1198 Alberto Pitentino zmienił bieg rzeki Mincio i utworzył cztery jeziora otaczające miasto, zwiększając jego obronność. W 1215 lub 1216 podestą został gwelf Rambertino Buvalelli. W czasie wojen gibelinów z gwelfami władzę w mieście zdobył w 1273 Pinamonte Bonacolsi, zapoczątkowując rządy Bonacolsich. 16 sierpnia 1328 został obalony ostatni z Bonacolsich, Rinaldo, a władzę przejął Kapitan Ludu (wł. Capitano del Popolo) Luigi I Gonzaga, który wcześniej, w 1318 był podestą. Gonzagowie rządzili miastem aż do 1708, kiedy po śmierci ostatniego z nich, Ferdynanda Karola, przejęli je Habsburgowie. Pod ich rządami powstały w Mantui Królewska Akademia Nauk i Sztuk, teatr oraz wiele pałaców.
2 lutego 1797 miasto zostało zajęte przez wojska Napoleona. Od marca 1797 tworzony był tutaj trzeci batalion „Legionów Polskich posiłkujących Lombardię” pod dowództwem Ludwika Dembowskiego. W 1799 miasto zostało zajęte przez wojska austriackie, które walczyły z Francją w ramach tzw. drugiej koalicji antyfrancuskiej. Francja odzyskała miasto na mocy pokoju w Lunéville w 1801 roku.
W 1866 Mantua weszła w skład Królestwa Włoch.
W 2007 na przedmieściach Mantui w Valdaro odkryto szkielety ludzkie pochodzące z neolitu, wśród znalezisk były dwa splecione ze sobą szkielety nazywane kochankami z Valdaro. W 2008 roku Mantua wraz z pobliską Sabbionetą zostały wpisane na listę światowego dziedzictwa UNESCO.

## Zabytki
Do najciekawszych miejsc i zabytków Mantui należą:
- Piazza Sordello - plac w centrum miasta, średniowieczny ośrodek życia społecznego i politycznego Mantui;
- Pałac Książęcy (Palazzo Ducale) - zespół pałacowy Gonzagów, m.in. z XV-wiecznymi freskami Andrei Mantegni;
- Katedra Świętego Piotra (Il Duomo) - z przełomu XIV i XV w., przebudowana w połowie wieku XVI;
- Palazzo Te - zaprojektowany w 1525 roku na zamówienie markiza Federico II Gonzagi;
- Bazylika św. Andrzeja - budowana od 1472 r., przechowuje relikwie Krwi Chrystusa;
- Piazza delle Erbe - dawny główny plac handlowy Mantui;
- Rotonda di San Lorenzo - najstarszy kościół w mieście, zbudowany w XI wieku za czasów władzy rodziny Canossa;
- Wieża zegarowa (Torre dell'Orologio) - z drugiej połowy XV w.;
- Palazzo della Ragione - zbudowany w połowie XIII w. za czasów podesty Guido da Correggio;
- Palazzo del Podestà (dawn. Palazzo del Broletto) - siedziba podestów z pierwszej połowy XIII w.;
- Torre della Gabbia - wieża obronna z końca XIII w., nazwę uzyskała w 1576 roku od umieszczonej przy niej "klatki hańby";
- Kościół św. Sebastiana - z XV/XVI w.
- Palazzo di San Sebastiano - zbudowany na początku XVI w. dla markiza Franciszka II Gonzagi;
- Casa del Mantegna - dom malarza Andrei Mantegni;
- Palazzo D'Arco - pałac z końca XVIII w. z klasycystyczną fasadą, inspirowaną twórczością Andrei Palladia;
- Teatro Bibiena (Teatro Scientifico dell'Accademia) - późnobarokowy, zainaugurowany w 1769 r.;
- Casa di Rigoletto - "Dom Rigoletta", luźno związany z bohaterem opery Verdiego;
- Palazzo Valenti Gonzaga - rezydencja markizów Valenti Gonzaga, przebudowana w 1670 r. stylu barokowym;
- Casa della beata Osanna Andreasi - XV-wieczna rezydencja miejska, w której mieszkała późniejsza błogosławiona Hosanna z Mantui.

## Urodzeni w Mantui lub okolicy
- Cezar II Gonzaga - książę Guastalli
- Wergiliusz - poeta rzymski

## Miasta partnerskie
- Japonia: Azuchi
- Stany Zjednoczone: Madison
- Francja: Charleville-Mézières, Nevers
- Niemcy: Weingarten
- Indie: Hyderabad
- Brazylia: Vitória
- Rumunia: Oradea